# Kaliakra
Kaliakra este o arie protejată (arie de protecție specială avifaunistică — SPA) din Bulgaria întinsă pe o suprafață de 16.171,78 ha, integral pe uscat.

## Localizare
Centrul sitului Kaliakra este situat la coordonatele 43°25′26″N 28°25′12″E / 43.424°N 28.4199°E.

## Înființare
Situl Kaliakra a fost declarat arie de protecție specială avifaunistică în decembrie 2007 pentru a proteja 133 de specii de animale.

## Biodiversitate
Situată în ecoregiunile Marea Neagră și marină a Mării Negre, aria protejată nu include niciun habitat protejat.
La baza desemnării sitului se află mai multe specii protejate de  păsări (133): uliu cu picioare scurte (Accipiter brevipes), uliu porumbar (Accipiter gentilis), uliu păsărar (Accipiter nisus), fluierar de munte (Actitis hypoleucos), pescăruș albastru (Alcedo atthis), rață sulițar (Anas acuta), rață lingurar (Anas clypeata), rață pitică (Anas crecca), rață fluierătoare (Anas penelope), rață mare (Anas platyrhynchos), rață cârâitoare (Anas querquedula), rață pestriță (Anas strepera), gârliță mare (Anser albifrons), gâscă cenușie (Anser anser), fâsă-de-câmp (Anthus campestris), acvilă de munte (Aquila chrysaetos), acvilă de câmp (Aquila heliaca), acvilă țipătoare mică (Aquila pomarina), stârc cenușiu (Ardea cinerea), stârc roșu (Ardea purpurea), stârc galben (Ardeola ralloides), ciuf de câmp (Asio flammeus), rață-cu-cap-castaniu (Aythya ferina), rața moțată (Aythya fuligula), buhai de baltă (Botaurus stellaris), gâsca cu piept roșu (Branta ruficollis), buha (Bubo bubo), Bucephala clangula, pasărea ogorului (Burhinus oedicnemus), șorecarul comun (Buteo buteo), șorecar încălțat (Buteo lagopus), șorecar mare (Buteo rufinus), ciocârlie-cu-degete-scurte (Calandrella brachydactyla), fugaci de țărm (Calidris alpina), fugaci roșcat (Calidris ferruginea), fugaci mic (Calidris minuta), caprimulg (Caprimulgus europaeus),  prundaș gulerat mic (Charadrius dubius), prundaș gulerat mare (Charadrius hiaticula), Charadrius morinellus, chirighiță-cu-obraz-alb (Chlidonias hybridus), chirighiță-cu-aripi-albe (Chlidonias leucopterus), chirighiță neagră (Chlidonias niger), barză albă (Ciconia ciconia), barză neagră (Ciconia nigra), șerpar (Circaetus gallicus), erete de stuf (Circus aeruginosus), erete vânăt (Circus cyaneus), erete alb (Circus macrourus), erete cenușiu (Circus pygargus), Clangula hyemalis, dumbrăveancă (Coracias garrulus), cristeiul de câmp (Crex crex), lebădă de iarnă (Cygnus cygnus), lebădă de vară (Cygnus olor), ciocănitoare de grădină (Dendrocopos syriacus), egretă albă (Egretta alba), egretă mică (Egretta garzetta), presură de grădină (Emberiza hortulana), șoim dunărean (Falco cherrug), șoim de iarnă (Falco columbarius), Falco eleonorae, șoim călător (Falco peregrinus), șoimul rândunelelor (Falco subbuteo), vânturel roșu (Falco tinnunculus), vânturel de seară (Falco vespertinus), muscar-gulerat (Ficedula albicollis), muscar (Ficedula parva), Ficedula semitorquata, lișiță (Fulica atra), becațină comună (Gallinago gallinago), Gallinago media, găinușă de baltă (Gallinula chloropus), cufundar polar (Gavia arctica), cufundar mic (Gavia stellata), ciovlica roșcată (Glareola pratincola), cocor (Grus grus), vulturul pleșuv sur (Gyps fulvus), codalb (Haliaeetus albicilla), acvilă pitică (Hieraaetus pennatus), Hippolais olivetorum, stârc pitic (Ixobrychus minutus), sfrâncioc roșiatic (Lanius collurio), sfrânciocul cu frunte neagră (Lanius minor), pescăruș argintiu (Larus cachinnans), pescăruș sur (Larus canus), pescăruș negricios (Larus fuscus), Larus genei, pescăruș-cu-cap-negru (Larus melanocephalus), pescăruș mic (Larus minutus), pescăruș râzător (Larus ridibundus), ciocârlie de pădure (Lullula arborea), ciocârlie de bărăgan (Melanocorypha calandra), ferestraș mic (Mergus albellus), ferestrașul mare (Mergus merganser), Mergus serrator, prigoare (Merops apiaster), gaia neagră (Milvus migrans), gaia roșie (Milvus milvus), vultur egiptean (Neophron percnopterus), rață cu ciuf (Netta rufina), culic mare (Numenius arquata), stârc de noapte (Nycticorax nycticorax), pietrar negru (Oenanthe pleschanka), vultur pescar (Pandion haliaetus), pelican creț (Pelecanus crispus), pelican mare alb (Pelecanus onocrotalus), viespar (Pernis apivorus), Phalacrocorax aristotelis desmarestii, cormoran mare (Phalacrocorax carbo), cormoran mic (Phalacrocorax pygmeus), bătăuș (Philomachus pugnax), lopătar (Platalea leucorodia), ploier auriu (Pluvialis apricaria), ploier argintiu (Pluvialis squatarola), corcodel-urechiat (Podiceps auritus), corcodel mare (Podiceps cristatus), corcodel-cu-gât-roșu (Podiceps grisegena), corcodel-cu-gât-negru (Podiceps nigricollis), cresteț cenușiu (Porzana parva), Puffinus yelkouan, cristei de baltă (Rallus aquaticus), lăstun de mal (Riparia riparia), eider (Somateria mollissima), chiră de baltă (Sterna hirundo), chiră de mare (Sterna sandvicensis), silvie porumbacă (Sylvia nisoria), corcodel mic (Tachybaptus ruficollis), călifar alb (Tadorna tadorna), fluierar de mlaștină (Tringa glareola), fluierarul de zăvoi (Tringa ochropus), fluierarul cu picioare roșii (Tringa totanus), nagâț (Vanellus vanellus)
Pe lângă speciile protejate, pe teritoriul sitului au mai fost identificate 27 de specii de păsări.